# Операція «Спрінг»

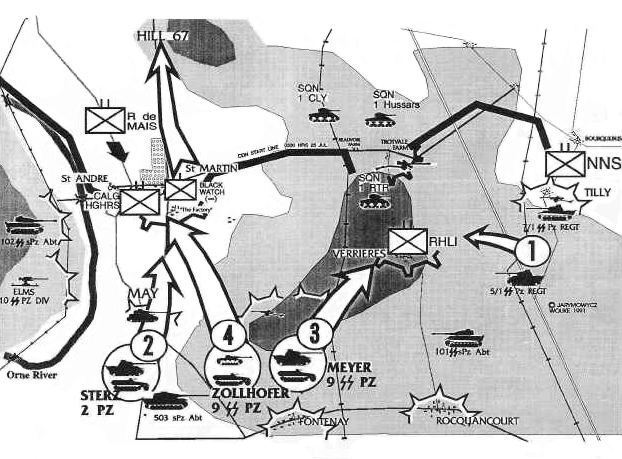
Карта контратаки німецьких військ в ході операції «Спрінг»

Операція «Спрінг» (англ. Operation Spring) — наступальна операція II канадського корпусу в період з 25 по 27 липня 1944 у ході битви за місто Кан.
Планом проведення операції визначалося проведення відволікаючого удару в районі Кану силами канадського армійського корпусу, для введення противника в оману стосовно дійсного напрямку зосередження основних сил англо-американських військ та тим самим сприяти успіху прориву головних сил союзників в ході операції «Кобра». Зокрема, операція «Спрінг» мала за мету захоплення хребта Верр'єр Рідж і населених пунктів на південному схилі хребта. Проте, міцна оборона німців по хребту, а також вміла організація та проведення ними контратак, завдаючи великих втрат наступаючим військам, змусила канадців припинити наступ вже на перший день. Водночас, загалом операція зірвала плани німецького командування щодо перекидання головних сил танкового корпусу СС на західний фланг зони вторгнення й допомогла утримати оборону в англо-канадському секторі.